# آکیمی بارادا
آکیمی بارادا (انگلیسی: Akimi Barada؛ زادهٔ ۳۰ مهٔ ۱۹۹۱) بازیکن فوتبال اهل ژاپن است.
از باشگاه‌هایی که در آن بازی کرده‌است می‌توان به باشگاه فوتبال کاشیوا ریسول اشاره کرد.
وی همچنین در تیم‌های ملی فوتبال Japan U18 زیر ۲۳ سال ژاپن بازی کرده‌است.